# Schmidt Mária
Schmidt Mária Erika (Budapest, 1953. október 10. –) Széchenyi-díjas magyar történész, a Terror Háza Múzeum főigazgatója, a Pázmány Péter Katolikus Egyetem egyetemi tanára.  A XX., a XXI. Század Intézet, a Kertész Imre Intézet és a Kommunizmuskutató Intézet főigazgatója. A Közép- és Kelet-európai Történelem és Társadalom Kutatásáért Közalapítvány főigazgatója. 
Ungár Anna és Ungár Péter édesanyja. Gyermekeivel a Budapesti Ingatlan Nyrt. (BIF) többségi tulajdonosa.  A Befolyás-barométeren 2019-ban a 18. helyet foglalta el. A legbefolyásosabb magyar nők 2024-es listáján a közélet kategóriában a második helyet foglalta el.
99 milliárd forintos becsült, családjával közös vagyonával a 100 leggazdagabb magyar 2024. évi összesítésében a 21. helyen szerepelt. A legnagyobb magyar családi cégek között a negyedik helyet foglalta el gyermekeivel.

## Pályafutása
Az ELTE Bölcsészettudományi Karának történelem-német szakán szerzett középiskolai tanári diplomát. 1985-ben doktori vizsgát tett az Osztrák–Magyar Monarchia történetéből. Az 1980-as évek végén a Soros Alapítvány pénzügyi támogatásával történelmi kutatásokat végzett.
1989-ben megszerezte a PhD fokozatot. 1996-tól a Pázmány Péter Katolikus Egyetem docense. 2005-ben történelemtudományokból habilitált doktori címet szerzett. Posztgraduális ösztöndíjakkal, illetve vendégtanárként megfordult a bécsi és innsbrucki egyetemeken, Oxfordban, Párizsban, Berlinben a Technische Universitäten, Tel-Avivban, továbbá a jeruzsálemi Jad Vasemben, a New York-i és a bloomingtoni Indiana Egyetemen, valamint a stanfordi Hoover Intézetben. 1998 és 2002 között a miniszterelnök főtanácsadója. A XX. Század Intézet, a XXI. Század Intézet és a Terror Háza Múzeum főigazgatója. 2002-től a 20. századi európai diktatúrák és a demokratikus átalakulások összehasonlító kutatására létrejött nemzetközi Ettersberg Alapítvány kurátora. Számos történeti mű szerzője. 2013-tól az Első Világháborús Centenáriumi Emlékbizottság Tudományos Tanácsadó Testületének elnöke.
A vészkorszak 70. évfordulója alkalmából létrejövő, a holokauszt gyermekáldozatainak emléket állító Sorsok Háza – Európai Oktatási Központ főkurátora, szakmai vezetője. A tervek szerint 2014 áprilisában kellett volna átadni az intézményt, egy év késéssel elkészült, de átadására még 2017 júniusáig sem került sor.
2018-ban oktatási funkciók tették szükségessé a Sorsok Háza projekt bővítését, ami tartalmazza a Józsefvárosi pályaudvarhoz kapcsolódó, használaton kívüli, elavult és leromlott három MÁV épület teljes felújítását és átépítését, tanösvény megvalósítását, és a megnövekedett közműigények kiszolgálását, ezért 667 millió forinttal megemelték a projekt 6, 6 milliárdos költségvetését. A múzeum 2018 őszén nyílt volna meg, azonban ez nem történt meg.
2015 októberében a kormány az 1956-os forradalom és szabadságharc 60. évfordulójáról történő méltó megemlékezés céljából létrehozott szervezet működésének koordinálásáért felelős kormánybiztossá nevezte ki. A Kormány 2018. február 1-jén hatályba lépett határozatával az első világháború 100. évfordulójára történő méltó megemlékezés érdekében – visszamenő hatállyal, 2018. január 1. napjától – Schmidt Máriát az első világháborús megemlékezések koordinálásáért felelős kormánybiztossá nevezte ki. 2020. október 10-én a Közép- és Kelet-európai Történelem és Társadalom Kutatásáért Közalapítvány főigazgatójaként a miniszterelnökkel nyitotta meg a Kertész Imre Intézetet.

## Magánélete
Apai ágon erdélyi szász származású.
Férje a 2006-ban elhunyt szociológus, milliárdos nagyvállalkozó Ungár András volt (Ungár Klára testvére). Lánya, Ungár Anna, a Budapesti Ingatlan Hasznosítási és Fejlesztési (BIF) Nyrt. igazgatótanácsi elnöke, lakberendező; fia Ungár Péter, a Lehet Más a Politika (LMP) elnökségi tagja.

## Munkahelyei
- Szellemi szabadfoglalkozású (1978–1996)
- Egyetemi adjunktus – Pázmány Péter Katolikus Egyetem, Bölcsészettudományi Kar, Történelemtudományi Intézet (1996–2000)
- A miniszterelnök főtanácsadója (1998–2002)
- A Közép- és Kelet-európai Történelem és Társadalom Kutatásáért Közalapítvány kuratóriumának tagja (1999– )
- Főigazgató, XX. Század Intézet (1999– )
- Főigazgató, XXI. Század Intézet (2000– )
- Egyetemi docens – Pázmány Péter Katolikus Egyetem, Bölcsészettudományi Kar, Történelemtudományi Intézet (2000–2010)
- Főigazgató, Terror Háza Múzeum (2002– )
- A Médiaunió kuratóriumának elnöke (2008– )
- Az Európai Történelem Háza elnevezésű projekt szakértői tanácsának tagja (2008– )
- Egyetemi tanár – Pázmány Péter Katolikus Egyetem, Bölcsészettudományi Kar, Történelemtudományi Intézet (2010–2024)
- Az Első Világháborús Centenáriumi Emlékbizottság tagja (2013–2020)
- A Kommunizmus Bűneit Vizsgáló és a Román Száműzöttek Emlékét Ápoló Intézet (IICCMER) Tudományos Tanács tagja (2013–2018)
- A Gulág Emlékbizottság állandó tagja (2015– )
- Az 1956-os forradalom és szabadságharc emlékéve koordinálásáért felelős kormánybiztos, az emlékbizottság társelnöke (2015–2017)
- Főigazgató, Kertész Imre Intézet (2017– )
- A Nők Magyarországért Klub alapító tagja (2018)
- A "30 éve szabadon" emlékév koordinálásáért felelős kormánybiztos (2019–2022)
- A The Demokracy & Culture Foundation vezetőségi tanácsának tagja (2022– )
- A MOL Új Európa Alapítvány kuratóriumának tagja (2023– )
- A Puskás Múzeum vezető kurátora (2024– )

### Kutatási területek
- A magyar zsidóság története 1918-tól
- Magyarország története a diktatúrák alatt
- Diktatúrák a XX. században

## Személye körüli konfliktusok

### 1956-os emlékév
2016-ban Schmidtet az 1956-os forradalom és szabadságharc 60. évfordulója alkalmából létrehozott emlékbizottság társelnökévé és az emlékév koordinálásáért felelős kormánybiztossá nevezték ki. Az emlékév keretében Schmidt beszámolója szerint "létrehoztak 500 emlékpontot, amelynek célja, hogy a települések helyben megtalálják a maguk '56-os hőseit, kiadtak 230 könyvet, 60 különböző kutatási programot indítottak el, támogattak 100 művészeti produkciót, 450 rendezvényre adtak pénzt, amelyet civilek és más szervezetek valósítottak meg, 5000 pedagógus, köztük 3500 történelemtanárnak tartottak 30 órás továbbképzéseket, és 40 romkocsmát öltöztettek fel '56-os díszbe." Az emlékév kapcsán az ellenzéki sajtóban különböző kifogások merültek föl.Egyrészről a Schmidt vezette közalapítvány – a kormánybiztos ígérete ellenére – nem számolt el tételesen a költségekkel. Emiatt a blog.atlatszo.hu oldal pert indított, melynek eredményeként nyilvánosságra kellett hozni az emlékév költségvetését. Másrészt pedig az 56-os Emlékév hivatalos dalával, a Desmond Child által írt "Egy szabad országért!" című darabbal kapcsolatban nehezményezték, hogy a darab 50 millió forintba került, valamint, hogy Desmond Child egy korábbi számát hangszerelték át.
Történészi körökből azt kifogásolták, hogy a korábbi történészi konszenzustól, tudniillik, hogy 56-ban egyaránt szerepet kapott az utca népe és a reformkommunisták, Schmidt egyoldalúan csak a pesti srácok érdemeit emelte ki, mikor több száz egykori forradalmár képmását plakátolták ki Budapest főbb helyein. A kihelyezett plakátok egyikéhez Michael Rougier egy 1956-os fotóját használták, amely egy gyermekkorú felkelőt ábrázol, akit a plakát készítői Dózsa László színművészként azonosítottak, és a plakátra az ő nevét írták fel. Hamarosan azonban jelentkezett egy férfi (Szakács János), aki nagybátyját, néhai Pruck Pált vélte felfedezni a képen szereplő fiúban, és kérte a hiba javítását.
A kérdés körül politikai felhangoktól és személyeskedéstől sem mentes közéleti és sajtóvita alakult ki, amelynek során megkérdőjeleződtek Dózsa László saját 1956-os szerepéről szóló állításai. A konfliktus során Schmidt Mária olyan kijelentéseket fogalmazott meg az elhunyt Pruck Pálról, amelyeket a hozzátartozói kegyeletsértőnek éreztek. Schmidt megígérte a bocsánatkérést, ha bebizonyosodik hogy a plakáttal kapcsolatban hibát követtek el, később azonban az erre utaló érveket nem fogadta el és az azokat feltáró történészeket politikai elfogultsággal vádolta. 2017-ben a Schmidt által vezetett közalapítvány kuratóriuma közleményt adott ki, amelyben a közalapítvány egyik korábbi, időközben felmondott történészét, Horváth Miklóst tette felelőssé a történtekért, aki a szakmai hibáért nyilvános bocsánatkérés keretében valóban vállalta a felelősséget, ám azzal vádolta Schmidtet, hogy amikor a fotóról szakmai vitát akart nyitni, azt megakadályozta. Ezen állítását annak a bírósági eljárásnak a keretében, amelyet Pruck lánya indított, hogy az emlékbizottság adjon neki írásos elégtételt, Horváth több volt munkatársa cáfolta.
Schmidt Mária ezidáig nem kért bocsánatot Pruckéktól, a per folyamatban van, amit 2018-ban a közalapítvány első fokon elveszített.

## Művei

### Könyvek
- Kollaboráció vagy kooperáció? A budapesti Zsidó Tanács (1990)
- Diktatúrák ördögszekerén. Válogatott tanulmányok (1998)
- Egyazon mércével – A visszaperelt történelem (2003)
- Zákulisní taje – Nové aspekty historie procesu s Algerem Hissem (USA), László Rajkem (Madarsko) a inscenovanych procesu ve vychodní s strední Evrope (ford:Dana Gálová) (2005)
- A titkosszolgálatok kulisszái mögött. Hitek, ideológiák és hírszerzők a XX. században (2005)
- Battle of Wits – Beliefs, Ideologies and Secret Agents in the 20th Century (2007)
- Bölcsőben ringattak, batyuval kidobtak. Sváb sors Magyarországon 1939–1948 (2007)
- În spatele culiselor serviciilor secrete. Colecția Istorie și Diplomație. Iași (2009)
- Politikailag inkorrekt – Esszék diktatúrákról és demokráciáról (2010)
- Nyugaton a helyzet változóban. Esszék; Közép- és Kelet-európai Történelem és Társadalom Kutatásáért Közalapítvány, Budapest, 2013
- Veszélyzónában. Szerepek, játszmák, esélyek. Esszék; Közép- és Kelet-európai Történelem és Társadalom Kutatásért Közalapítvány, Budapest, 2016[24]
- Nyelv és szabadság (2017)
- Új világ született, 1918–1923. Esszé; Közép- és Kelet-európai Történelem és Társadalom Kutatásáért Közalapítvány, Budapest, 2019
- Országból hazát – Harminc éve szabadon; Közép- és Kelet-európai Történelem és Társadalom Kutatásáért Közalapítvány, Budapest, 2020
- Korszakhatáron. Esszék; Közép- és Kelet-európai Történelem és Társadalom Kutatásáért Alapítvány, Budapest, 2022
- Látlelet az orosz–ukrán háborúról; Közép- és Kelet-európai Történelem és Társadalom Kutatásáért Alapítvány, Budapest, 2022
- Világrendetlenség; Közép- és Kelet-európai Történelem és Társadalom Kutatásáért Alapítvány, Budapest, 2024

### Tanulmányok
- Az Osztrák–Magyar Monarchia átalakítására készített tervezetek a századfordulón. Kiadatlan szakdolgozati disszertáció (ELTE, 1980)
- Komoly Ottó: Komoly Ottó naplója. 1944 (Közli: Majsai Tamás, Mester Miklós, Schmidt Mária; Bevezetőt írta: Schmidt Mária és Majsai Tamás) In: Ráday évkönyv 3, Budapest, 1983
- A Nagyausztriai Egyesült Államok. Kiadatlan doktori disszertáció (ELTE, 1985)
- Mentés vagy árulás? Magyar zsidó önmentési akciók a második világháború alatt. In: Medvetánc, No. 2-3, Budapest, 1985
- Action of Margit Slachta to rescue Slovakian Jews. In: Danubian Historical Studies, Vol. I. No.1. 1987
- Holocaust in Hungary: Fourty years later. In: Polin, Oxford, Vol. 2, 1987
- Múlt és Jövő. Irodalmi, művészeti, társadalmi és kritikai folyóirat. 1911–1944. In: Kultúra és Közösség, 6. 1987
- A harmincas évek magyar cionista mozgalma a rendőrségi megfigyelés tükrében. In: Történelmi Szemle, No.3. 1987-1988. 339–351.
- ˝Közöny, szeretetlenség, gyűlölet˝. Katolikusok a zsidóságért. In: História, No. 2-3. 1988
- Raoul Wallenberg. In: Új Írás, Budapest, No. 9. 1988. 87-89.
- Arthur Koestler: Meta (jegyzettel ellátta: Schmidt Mária). In: Új Írás, Budapest, No. 9. 1988. 114-116.
- Provincial Police Reports. New Insights into Hungarian Jewish History 1941–1944. In: Yad Vashem Studies, Jerusalem, Vol. XIX. 1988, 233–267.
- Stern Samu: Versenyfutás az idővel! A Zsidó Tanács működése a német megszállás és a nyilas uralom idején (közreadta és a bevezetőt írta: Schmidt Mária) In: Ráday Gyűjtemény Évkönyve 6, 1989. 266-304. In: Kortárs 33, 1989. 11. 115–124.
- Margit Slachta´s Activities in Support of Slovakian Jewry, 1942–1943. In: Remebering for the Future, New York, Vol. I. 1989. In: Genocide and Holocaust Studies, Tel-Aviv Vol. 5. 1990
- A bricha (Menekülés) In: Szombat, 1990/8
- Eine Minderheit, die sich immer als Teil der Mehrheit fühlte. Das Schicksal der Juden in Ungarn (1867–1987). In: Österreichische Osthefte, Zeitschrift für Mittel-, Ost- und Südosteuropaforschung 33. Jahrgang Heft 2, Wien, 1991
- Lessons of the Eichmann trial. In: East European reporter Jan-Febr 1992. Vol. 5. No. 1
- The Zionists left under Police controll. Some notes of the participants in the left Zionist movement in Hungary between world wars. In: Hahn Yearbook, ELTE 1993
- The Hiss Dossier: A Historian´s Report (Behind the scenes of the showtrials of Central-Eastern Europe. A few additions to the history of the Alger Hiss case in the USA and the Rajk case in Hungary.) In: New Republic, New York, 1993. nov. 8.
- A Rajk per és az amerikai kapcsolat. Néhány új szempont az Egyesült államokbeli Hiss-Chambers ügy és a magyarországi Rajk per történetéhez. In: Magyar Szemle, 1994. március, április. In: Korunk, Kolozsvár, 1998. május
- Vidéki rendőrkapitányok jelentik. Adalékok a magyar zsidóság történetéhez 1941–1944 között. In: Valóság 37, 1994. 6.
- Mentés alibiből. In: Az Országos Rabbiképző Intézet Évkönyve (szerk. Schweitzer József). Budapest, 1994. 325-331.
- Rajkuvproces a jeho americke vazby. In: Stredni Evropa Nr. 44/45, 1994. december, 157–187.
- Komoly Ottó: Komoly Ottó beadványa (Közreadta, a bevezetőt írta és jegyzetekkel ellátta: Schmidt Mária). In: Valóság 38, 1995. 4.
- „Ez a per lesz a legek-lege” Adalékok a torzóban maradt 1952-53-as budapesti zsidóellenes tisztogatásokhoz. In: Szombat 7, 1995. 4. 30–34.
- A magyar társadalom a diktatúrák alatt. In: Magyar Szemle 1995. szept. 928–942.
- Das Volk richtet. Volksgerichtliche Rechtssprechung nach 1945. In: Linz, Zeitgeschichtentag, 1995
- A Holocaust helye a magyar zsidóság modernkori történetében (1945–1956). In: Protestáns Szemle, 1996/2. 114-131.
- Az „antiszemitizmus elleni harc” szerepe a rendszerváltozás éveiben. In: Janus-arcú rendszerváltozás (szerk.: Schmidt Mária és Tóth Gy. László). Budapest, Kairosz Kiadó, 1998
- Magyarok az orosz büntetőtörvénykönyv 58. §-a és a kényszermunka árnyékában. A Történészi Kutató Műhely 2000. január 27–28-i ülésén elhangzott előadások és a vita szó szerinti jegyzőkönyve (Schmidt Mária megnyitója). Budapest, PETIT REAL Könyvkiadó, 2000
- Ne hass, ne alkoss, ne gyarapíts! A Terror Háza Múzeum első éve. In: Magyarország politikai évkönyve 2003
- Ungarn zwölf Jahre nach 1918, nach 1945 und nach 1989. In: Nach der Diktatur. Demokratische Umbrüche in Europa – zwölf Jahre später. Stiftung Ettersberg, Böhlau Verlag, Weimar 2003. 89-99.
- Ungarns Gesellschaft in der Revolution und im Freiheitskampf von 1956. In: Kirchliche Zeitgeschichte 1/2004. 100-113.
- A média helyzete ma címmel 2003. október 31-én elhangzott előadás, a Konrad-Adenauer-Stiftung és a Protestáns Fórum által szervezett médiakonferencián. In: A médiák Magyarországon. Történelmi adottságok, orientálás és küldetés. KAS Budapesti Képviselete, 2004
- Perek és ellenperek. In: Valóság 2004/6. 26-31.
- Noel Field – The American Communist at the Center of Stalin’s East European Purge: From the Hungarian Archives. In: American Communist History 2004/2
- Történeti kiállítás és élő emlékhely. In: Korrajz 2003. A XX. Század Intézet évkönyve; XX. Század Intézet, 2004. 279–285.
- Hiányzó szálak. In: Variációk. Ünnepi tanulmányok M. Kiss Sándor tiszteletére; PPKE BTK, 2004. 347-359.
- Doppelter Gedenkort – Fragen, die Europa noch lange beschäftigen werden. In: Gerbergasse 18. III/2005.
- Das Budapester Museum ˝Haus des Terrors˝. Museum der modernen Zeitgeschichte und lebendige Gedenkstatte. In: Der Kommunismus im Museum, Formen der Auseinandrsetzung in Deutschland und Ostmitteleuropa. Herausgegeben von Volkhard Knigge und Ulrich Mahlert, im Auftrag der Stiftung Ettesberg und der Stiftung zur Aufarbeitung der SED-Diktatur Böhlau, Köln, Weimar, 2005, 161-171, pp.
- Der Kommunismus in der deutschen Erinnerungskultur. Kommentar aus ungarischer Sicht. In: Woran erinnern? Der Kommunismus in der deutschen Erinnerungskultur. Böhlau Verlag Köln Weirmar Wien, 2006. 201–204.
- Der Kommunismus, ein Verbrechen ohne Folgen? (Communism: crime without consequences?) In: CRISTIN, Renato: Memento Gulag – Zum Gedenken an die Opfer totalitarian Regime. Duncker & Humblot, Berlin, 2006. 91–97.
- Modern „vallásháború” – Az Alger history. In: Rubicon 2007/3. 65-68.
- Mit kezdjünk vele? In: Mit kezdjünk vele? Kádár János (1912–1989), XX. Század Intézet, 2007. 7-12.
- Ellopott történelem. In: Tíz éve szabadon – Átmenet és konszolidáció (1990–2000) (Szerkesztette: Schmidt Mária) (megjelenése előkészületben)
- The Stolen History. In: Ten Years Freedom. Atlantic Research and Publications, Inc (megjelenése előkészületben)
- Die aus ihrem Takt geratene Zeit (megjelenés előkészületben)
- A kizökkent idő (megjelenés előkészületben)
- A jövő végérvényesen elbukott. In: Kommunista világ született. Nemzetközi konferencia a XX. Század Intézetben, XX. Század Intézet, 2008. 7-18.
- Eltiport tavasz. In: A dimenziók éve – 1968. XX. Század Intézet, 2008, 7-13.
- „A világot akarjuk! Most rögtön!” In: A dimenziók éve – 1968. XX. Század Intézet, 2008, 147-152.
- Marx és a Coca-Cola gyermekei. In: A dimenziók éve – 1968. XX. Század Intézet, 2008, 277-281.
- Hankiss Elemér születésnapjára. In:Találjuk ki – Tanulmányok Hankiss Elemér tiszteletére (szerk.: Miszlivetz Ferenc), Budapest-Szombathely, Savaria University Press/MTA Politikai Tudományok Intézete, 2008. 11. o.
- Kihívások válaszok nélkül. In: Korrajz 2008–2009 Válság vagy esély? Vesztesek leszünk vagy győztesek? XXI. Század Intézet, 2009
- Politikai vagy alkotmányos válság. In: Korrajz 2008–2009 Válság vagy esély? Vesztesek leszünk vagy győztesek? XXI. Század Intézet, 2009
- Diagnózisok és terápiák. In: Korrajz 2008–2009 Válság vagy esély? Vesztesek leszünk vagy győztesek? XXI. Század Intézet, 2009
- Válságban a kapitalizmus is? In: Korrajz 2008–2009 Válság vagy esély? Vesztesek leszünk vagy győztesek? XXI. Század Intézet, 2009
- Globalizáció, deglobalizáció – avagy merre van az előre? In: Korrajz 2008–2009 Válság vagy esély? Vesztesek leszünk vagy győztesek? XXI. Század Intézet, 2009
- Direktívák és tabuk nélkül. In: Korrajz 2008–2009 Válság vagy esély? Vesztesek leszünk vagy győztesek? XXI. Század Intézet, 2009
- Nach dem Zusammenbruch des Kommunismus, Zwei Jahrzehnte Demokratie in Ungarn. In: Halbesjahresschrift für südosteuropaische Geschichte, Literatur und Politik, 2009. november
- Zwischen Hoffnung und Enttauschung: Zwanzige Jahre Demokratie in Ungarn. In: Die Folgen der Revolution – 20 Jahre nach dem Kommunismus, Köln – Weimar – Wien, Böhlau Verlag, 2010, 61-72.
- „Jetzt werden sie alles so machen wie bei den Russen!” Der Ausbau des kommunismus in Ungarn. In: Der Neubeginn in Europa 1945-1949 – Determinaten und Spielraume, München, Bayerische Landeszentrale für politische Bildungsarbeit, 2010. 119-128.
- Ungarische Geschichte und Gegenwart. Die problematischen Relikte der kommunistischen Diktatur in Ungarn setzen sich bis heute fort. In.: Die politische Meinung, Wege aus der Diktatur – europaische Perspektiven, 25-30. Seite, Konrad Adenauer Stiftung, 01-02/2011.
- Ronald Reagan – A Country Boy against the Evil Empire. In: A Country Boy against the Evil Empire – Ronald Reagan (1911–2004). Budapest, XX. Század Intézet, 2011, 13-35.
- Ronald Reagan – Egy vidéki srác a gonosz birodalma ellen. In: Egy vidéki srác a gonosz birodalma ellen – Ronald Reagan (1911–2004). Budapest, XX. Század Intézet, 2011, 13-35.
- Skót szoknya: menő, bocskai: ciki. In: Korrajz 2011, XXI. Század Intézet, 2011
- Vesztesnek lenni. In: Miért beszélnek az európaiak még mindig a háborúról? – Korrajz 2010, XX. Század Intézet, 2011
- Két pogány közt. In: Miért beszélnek az európaiak még mindig a háborúról? – Korrajz 2010, XX. Század Intézet, 2011
- Münchentől Jaltáig. In: Miért beszélnek az európaiak még mindig a háborúról? – Korrajz 2010, XX. Század Intézet, 2011
- Merénylet a lengyel nemzet ellen. In: Miért beszélnek az európaiak még mindig a háborúról? – Korrajz 2010, XX. Század Intézet, 2011
- Búcsú Andrzejtől. In: Miért beszélnek az európaiak még mindig a háborúról? – Korrajz 2010, XX. Század Intézet, 2011
- Auf dem Weg zu einem europäischen Gedächtnis? Eine ungarische Sicht auf das geplante Haus der Europäischen Gesichte. In: Volkhard Knigge/Hans-Joachim Veen/Ulrich Mählert/Franz-Josef Schlichting (Hg.): Arbeit am europäischen Gedächtnis, Schriften der Stiftung Ettersberg, Band 16, Boehlau: Koeln/Weimar/Wien 2011, S. 165-167.
- Európa szerencséje. Origo, komment.hu, 2012. június 25.
- Az „antiszemitizmus elleni harc” szerepe a rendszerváltozás éveiben. Origo, komment.hu, 2012. augusztus 29.
- Magyarország lelkiismerete. Heti Válasz, 2012. szeptember 20.
- Die Ästhetik der Erinnerungspolitik. Budapester Zeitung, 2012. szeptember 20.
- Európa szerencséje. In: Európa szerencséje – George H. W. Bush, az USA 41. elnöke. Budapest, XX. Század Intézet, 2012, 7-23.
- Europe’s Luck. In: Europe’s Luck – 41st President of the United States. Budapest, XX. Század Intézet, 2012, 7-23.
- Ronald Reagan – Ein Junge vom Lande gegen das Reich des Bösen. In: Europas Glück – Ronald Reagan und George Bush – Der Vionar und der Praktiker. Budapest, XX. Század Intézet, 2013, 19-44.
- Ein Glücksfall für Europa. In: Europas Glück – Ronald Reagan und George Bush – Der Vionar und der Praktiker. Budapest, XX. Század Intézet, 2013, 247-263.
- Franciaország szolgálatában – Charles André Joseph Marie de Gaulle (1890. november 22. – 1970. november 9.). In: Origo, komment.hu, 2013. április 10.
- A hidegháborús konfliktusok és az 1963-as amnesztia. In: Kahler Frigyes (főszerk.) Bank Barbara (szerk.): Utak és útkereszteződések – Ünnepi tanulmányok M. Kiss Sándor tiszteletére
- Máshol bezzeg. In: Mandiner, 2013. április 15.
- 1953. Berlin – A szabadságért és egységért. In: Mandiner, 2013. június 17.
- 1953 17. Juni – Revolution in Berlin. In: Budapester Zeitung. 2013. június 21. 10. o.
- Horn Gyula (1932-2013). In: Mandiner, 2013. június 24.
- Gyula Horn (1932-2013). In: Budapester Zeitung, 2013. július 5.
- Közös siker. In: Heti Válasz, 2013. december 19.
- A múlt fogságában. In: Heti Válasz, 2014. június 26.
- Denkmälerlandschaft – Symbolische Ausdrucksformen politischen Willens in Ungarn. In: Denkmäler Demokratischer Umbrüche nach 1945. Köln – Weimar – Wien, Böhlau Verlag, 2014, 131–144.
- Geostratégiai játszmák. In: Heti Válasz, 2015. január 8. (XV. évfolyam, 1–2. sz.)
- Without Knocking – Long Live Mentally Globalised, Internationalist Germany! In: Hungary Today, 2015.09.28.
- Bipoláris világ születik. In: Remény és Realitás: Magyarország, 1945. Szerk.: Horváth Zsolt, Kiss Réka. Nemzeti Emlékezet Bizottsága, Budapest, 2017.
- Háromszáz év távlatából. In: Egy polgár emlékkönyvébe: Tanulmányok a 66 éves Gerő András tiszteletére. Szerk.: Vér Eszter Virág. KIR Bt., Budapest, 2018.
- Útelágazásnál: Európa 2017. In: Ezer éve Európa közepén: a magyar állam karaktere. Szerk.: Szalai Zoltán. Mathias Corvinus Collegium, Budapest, 2019.
- 2015, as a Memorial Year of 1956. In: „Critical Autumn” — 1956: Studies About the Hungarian October. Szerk.: Őze Sándor, Török Ádám. Szent Istvánt Társulat, Budapest, 2020.
- Új évszázad, új feladatok. In: Magyarország 2020: 50 tanulmány az elmúlt 10 évről. Szerk.: Mernyei Ákos, Orbán Balázs. Mathias Corvinus Collegium, Budapest, 2021. 07. 19.
- Trianon 100 év távlatából. In: Metszéspont: Tanulmányok Trianon 100. évfordulójára. Szerk.: Császvay Tünde. Magyar Nemzeti Múzeum, Budapest, 2021

### Szerkesztés
- Janus-arcú rendszerváltozás (1998)
- Transition with Contradictions The case of Hungary 1990–1998 (1999)
- Ávós világ Magyarországon. Egy cionista orvos emlékiratai (1999)
- From totalitarian to democratic Hungary: evolution and transformation 1990–2000 (2000)
- Janusowe oblicze transformacji na Wegrzech (2001)
- Orbán Viktor: A történelem főutcáján. Magyarország 1998–2002 (2003)
- Mart Laar: Vissza a jövőbe (2002)
- Körmendy Zsuzsanna: Hódolat George Orwellnek (2003)
- Terror Háza Múzeum katalógus
- Holokauszt Múzeum Hódmezővásárhely katalógus
- Korrajz 2002. A XX. Század Intézet évkönyve (2003)
- Bölcsőben ringattak, batyuval kidobtak – sváb sors Magyarországon 1939–1948 (2007)
- Arthur Koestler: Harcban a diktatúrákkal (2007)
- Mit kezdjünk vele? Kádár János (1912–1989) (2007)
- A dimenziók éve – 1968 (2008)
- Kommunista világ született – Nemzetközi konferencia a XX. Század Intézetben (2008)
- Kormos Valéria: Embervadászat utasításra (2008)
- Egy vidéki srác a gonosz birodalma ellen – Ronald Reagan (1911–2004) (2011)
- A Country Boy against the Evil Empire – Ronald Reagan (1911–2004) (2011)
- Miért beszélnek az európaiak még mindig a háborúról? (2011)
- Egymásnak ítélve – Fekete március Marosvásárhelyen (2011)
- Doomed to each other – Black march in Targu Mures (2011)
- Európa szerencséje – George H. W. Bush, az USA 41. elnöke (2012)
- Europe’s Luck – 41st President of the United States (2012)
- Akik mertek bátrak lenni – Embermentők (2013)
- Tőkéczki László: Történelmi arcképek II.: Magyar politikusportrék a két világháború közötti időszakból (2013)
- Európai testvérháború (2014)
- Új világ született – Európai testvérháború 1914-1918 (2015)
- A magyarok vére. Írófejedelmek, diktatúrák, ellenállók; szerk. Markó György, Schmidt Mária; XX. Század Intézet, Budapest, 2015
- A szabadságért és a függetlenségért; szerk. Schmidt Mária, Tallai Gábor; Közép- és Kelet-európai Történelem és Társadalom Kutatásáért Közalapítvány, Budapest, 2016
- Az egyesítés kancellárja. Németország és Európa; szerk. Schmidt Mária; Közép- és Kelet-európai Történelem és Társadalom Kutatásáért Közalapítvány, Budapest, 2016
- Frank Füredi: A célkeresztben: Magyarország; Közép- és Kelet-európai Történelem és Társadalom Kutatásáért Közalapítvány, Budapest, 2017
- Dimenziók éve – 1968; XX. Század Intézet, Budapest, 2018
- Galló Béla: Mindig a haza – Szili Katalin pályaíve; Közép- és Kelet-európai Történelem és Társadalom Kutatásáért Közalapítvány, Budapest, 2018
- Tőkéczki László: A bohém zseni; Közép- és Kelet-európai Történelem és Társadalom Kutatásáért Közalapítvány, Budapest, 2020
- Futaki Attila–Tallai Gábor: 10. A Puskás; Közép- és Kelet-európai Történelem és Társadalom Kutatásáért Közalapítvány, Budapest, 2021

## Díjak, kitüntetések
- Francia Köztársasági Érdemrend parancsnoki fokozata (2001)
- Hűség a Hazához Érdemrend Nagykereszt (2004)
- Lengyel Köztársaság Érdemrend Tisztikeresztje (2006)
- Polgári Magyarországért díj (2006)
- Ukrajna Érdemrendje (2008)
- Bene Merito kitüntetés – Lengyelország pozícióját a nemzetközi színtéren erősítő tevékenység elismeréséért (2010)
- Lengyel Köztársasági Érdemrend Parancsnoki Keresztje (2011)
- A Budapesti Román Kulturális Intézet Kulturális Nívódíja (2011)
- Ukrán Jubileumi Emlékérem (2012)
- „Múltunk közös lesz a jövőben is” – A Fővárosi Cigány Önkormányzat díja (2012)
- Széchenyi-díj (2014)
- Pro Urbe Budapest díj (2015)
- 56-os Hűség a Hazához Érdemrend Nagykeresztje (2016)
- A Szent György Lovagrend tiszteletbeli tagja (2017)
- Német–Magyar Barátság díj (2017)
- Pestszentlőrinc–Pestszentimre Kerületért díj (2018)
- A Magyar Érdemrend középkeresztje a csillaggal (2023)
- PPKE BTK Pro Facultate-díj (2024)
- Szent Adalbert-díj (2024)

## Külső hivatkozások
- Schmidt Mária: Az akció fedőneve: demokrácia. Esszé. Le Monda / Látószög. 2018-08-01